# Platanthera papuana
Platanthera papuana är en orkidéart som beskrevs av Rudolf Schlechter. Platanthera papuana ingår i släktet nattvioler, och familjen orkidéer. Inga underarter finns listade i Catalogue of Life.